# Datura inoxia
Datura inoxia: el nacazcul, toloatzin, toloache, tártago o yerba del disco es una especie de la familia de las solanáceas. Originaria de América del Sur y América Central, ha sido introducida en América del Norte, Europa, Asia, África y Australia. 

## Descripción
Es una planta arbustiva que suele alcanzar un porte de 60 cm a un metro y medio.
Los tallos y las hojas están cubiertas por un vello corto y tierno, de color grisáceo, lo que da un aspecto de tonalidad glauca al conjunto de la planta.
Tiene raíz nabiforme con algunas raíces laterales centrífugas.
Las hojas son enteras y elípticas, o someramente dentadas, de nervadura pinnada y asimétricas en su base.
Las flores, que salen desde el principio del verano hasta el final del otoño, son blancas, de 5 pétalos unidos, con forma de trompeta y de 12 a 19 cm de largo. Crecen erguidas al principio, y después se comban. El cáliz es tubular, de 5 lóbulos, y parcialmente caedizo,  rompiéndose cerca de su base cuando empieza la fructificación.
El fruto es una cápsula ovoide de unos 5 cm de diámetro, dehiscente por 4 válvulas, y, al ser espinoso, puede quedar prendido en el pelo o en el plumaje de los animales, facilitándose así la dispersión por zoocoria. Las abundantes semillas son discoidales reniformes, de unos 3-5 mm de diámetro, comprimidas y deprimidas, foveoladas, con una especie de cordón periférico y de color marrón-anaranjado; pueden permanecer en el suelo sin germinar durante años si las condiciones no son las favorables.

## Especies similares
- Datura metel: las hojas casi no tienen vello, y los frutos presentan protuberancias redondeadas en lugar de espinas. Esta especie del Viejo Mundo es muy parecida, hasta el punto de ser confundidas en los primeros escritos científicos al respecto. Ya Avicena, en la Persia del s. XI, describió los efectos de D. metel, muy similares a los de D. inoxia.

- Datura stramonium: tiene hojas dentadas y flores más pequeñas.

- Datura discolor o Datura meteloides: el follaje es verde claro, y los tallos tienen tiras moradas. Las flores, que sólo salen una noche, son las más grandes entre las que tienen las daturas, y el color interno de la parte inferior de la corola es muy distinto del resto de la flor, de ahí el nombre específico.

- Datura wrightii: esta planta del suroeste de América del Norte tiene flores más anchas y de 5 pétalos en lugar de 10.

## Cultivo y usos
En el cultivo, se suele emplear las semillas, pero también se pueden guardar los rizomas durante el invierno.
Según Francisco Hernández de Toledo, los aztecas llamaban a la planta toloatzin (esp.:toloache) y ya mucho antes de la conquista de México le daban usos medicinales, como es la confección de cataplasmas de efecto analgésico para las heridas. A pesar de que los mismos aztecas prevenían contra la locura que podía producir su mal uso, muchos amerindios la han empleado como enteógeno en mitotes, sesiones alucinatorias y ritos de iniciación y de pasaje.
Los alcaloides que contiene esta planta y que contienen en general las daturas, entre los que se hallan la atropina, la escopolamina y la hiosciamina, alcaloides tropánicos los tres, son similares a los de la mandrágora, la belladona y el beleño negro, que también se usaban con prudencia como analgésicos en la antigüedad. 
En el caso de las daturas, puede haber una variación relativamente grande en la concentración de toxinas de un ejemplar a otro, y el grado de toxicidad de diferentes plantas depende del lugar en el que crezcan, del suelo y del clima, pero también de la edad de la planta, lo que hace que sea muy peligroso emplear las daturas como droga. En las culturas antiguas se requería un conocimiento minucioso de los vegetales y mucha experiencia en su uso para poder hacer empleo de las daturas sin riesgo de muerte ni lesión.
Es empleada en muchos lugares como planta ornamental aunque hoy en día se considera fuera de su área propia como una especie invasora.

## Taxonomía
Datura inoxia fue descrita por Philip Miller y publicado en The Gardeners Dictionary: . . . eighth edition no. 5. 1768.
Etimología
Datura: nombre genérico que  proviene del hindi dhatūrā ("manzana espinosa") por el aspecto de los frutos, latinizado. El nombre se utilizaba ya en sánscrito.
inoxia: epíteto del Latín innoxius, a, um = inofensivo, que es la grafía correcta pero no el calificativo, ya que la totalidad de la planta - en particular las semillas - es altamente tóxica. Fue descrita por primera vez en  1768 por el botánico inglés Philip Miller, que la anotó como D. inoxia, con una sola ene. Durante un tiempo, se aplicó erróneamente el nombre de Datura meteloides a algunas variedades de D. inoxia.
Sinonimia
- Datura fastuosa auct. non L.
- Datura innoxia Mill., orth. var.
- Datura metel auct. non L.
- Datura meteloides auct. non Dunal. p.p.[4]

## Galería

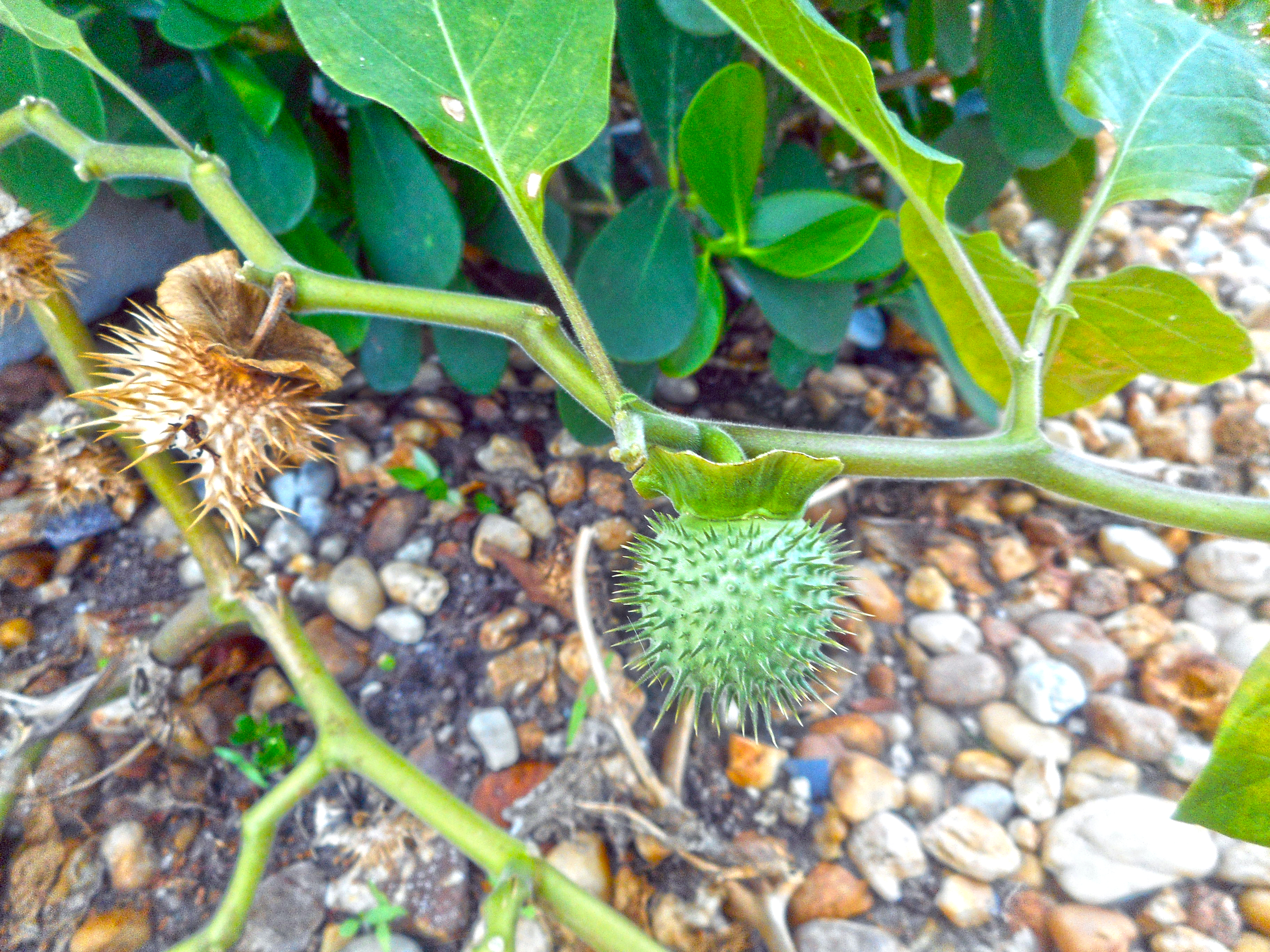
Fruto verde
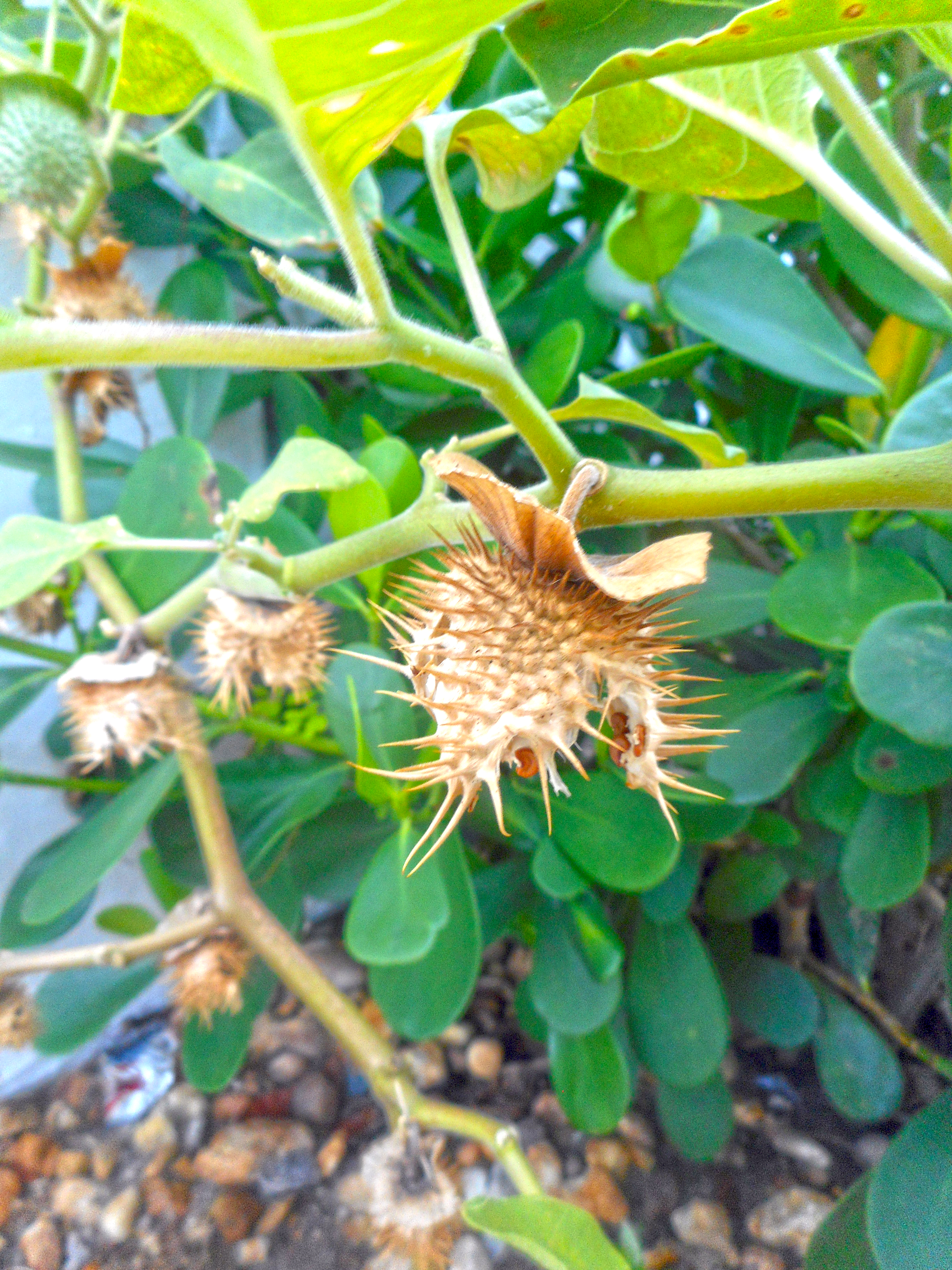
Fruto seco
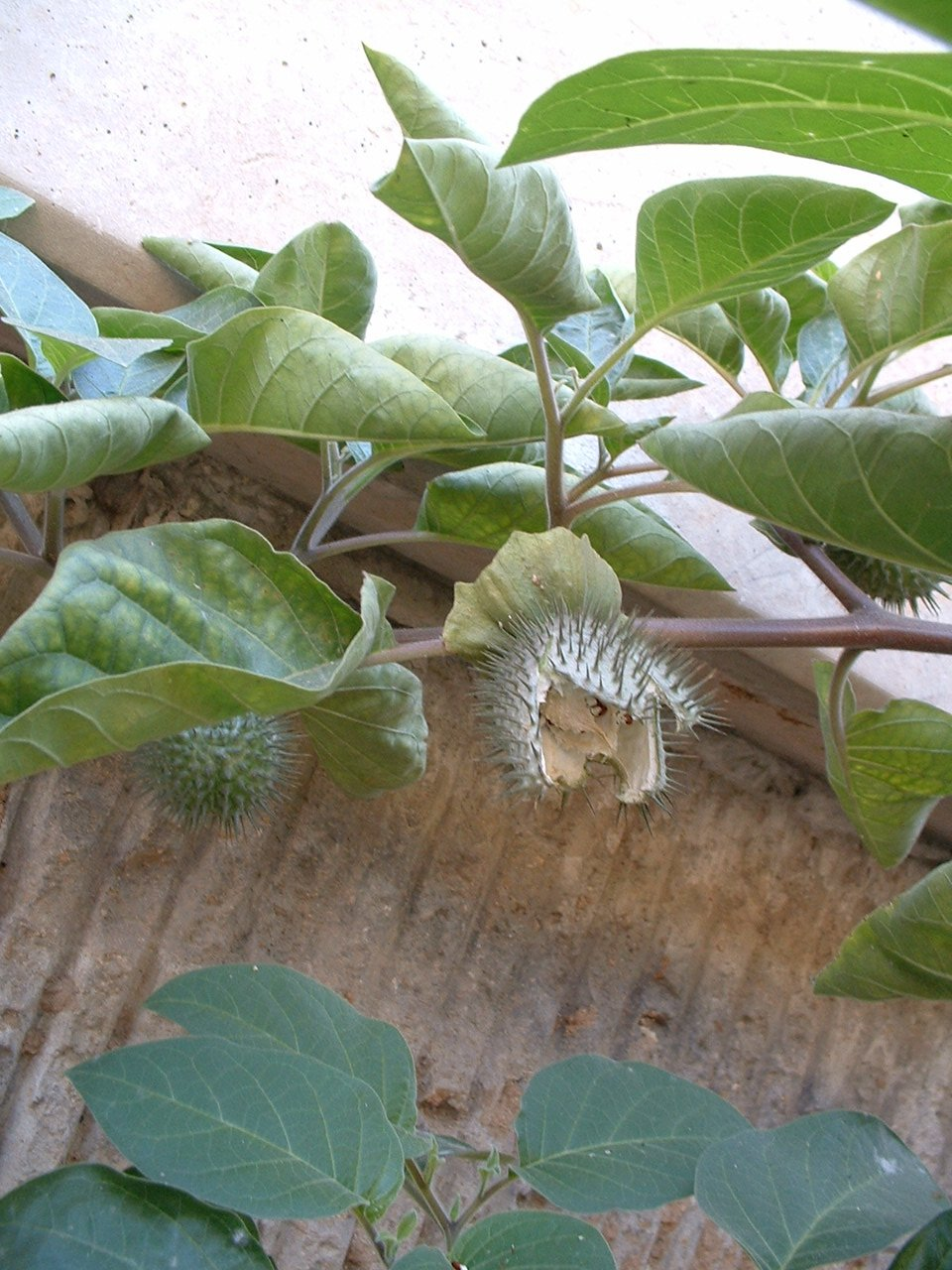
D. inoxia con fruto abierto
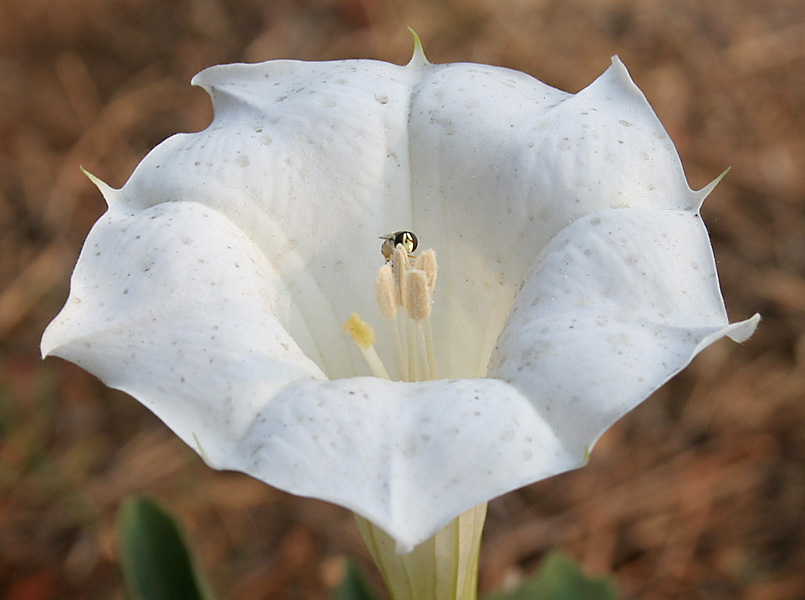
Flor de D. inoxia en Hyderabad (India)
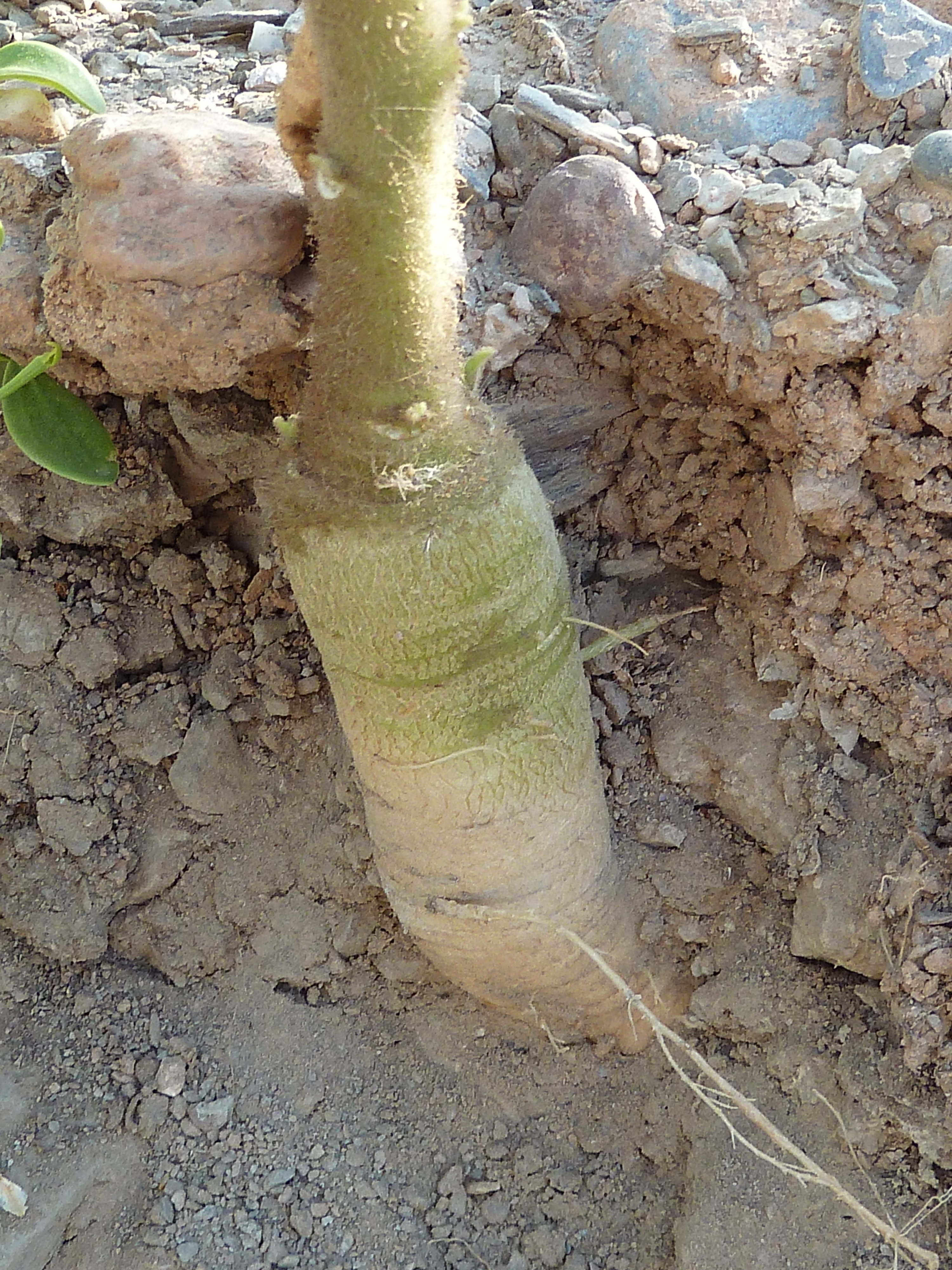
Raíz nabiforme
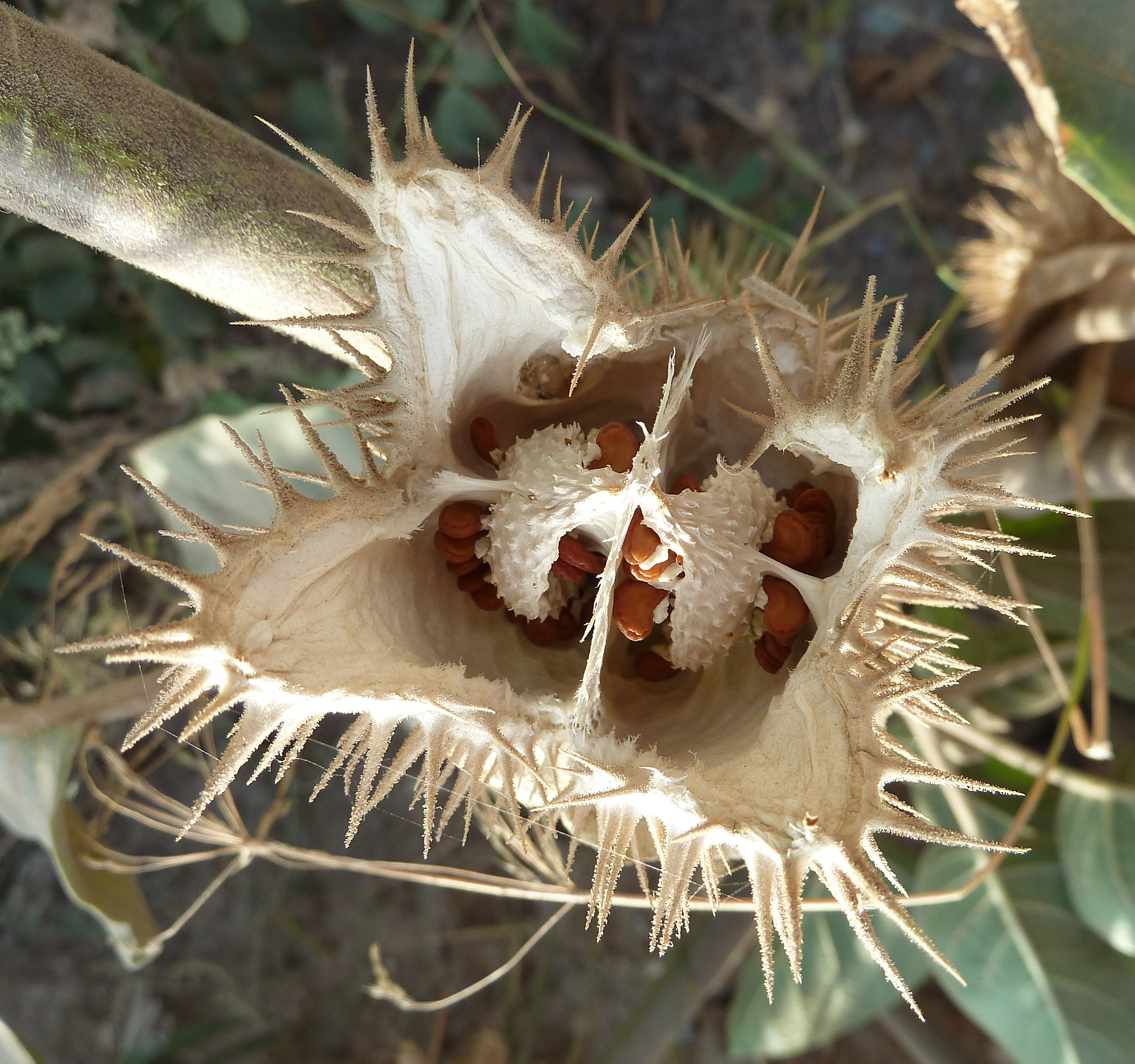
Fruto maduro abierto, dejando ver los tabiques de placentación y unas semillas aún fijadas en ellos
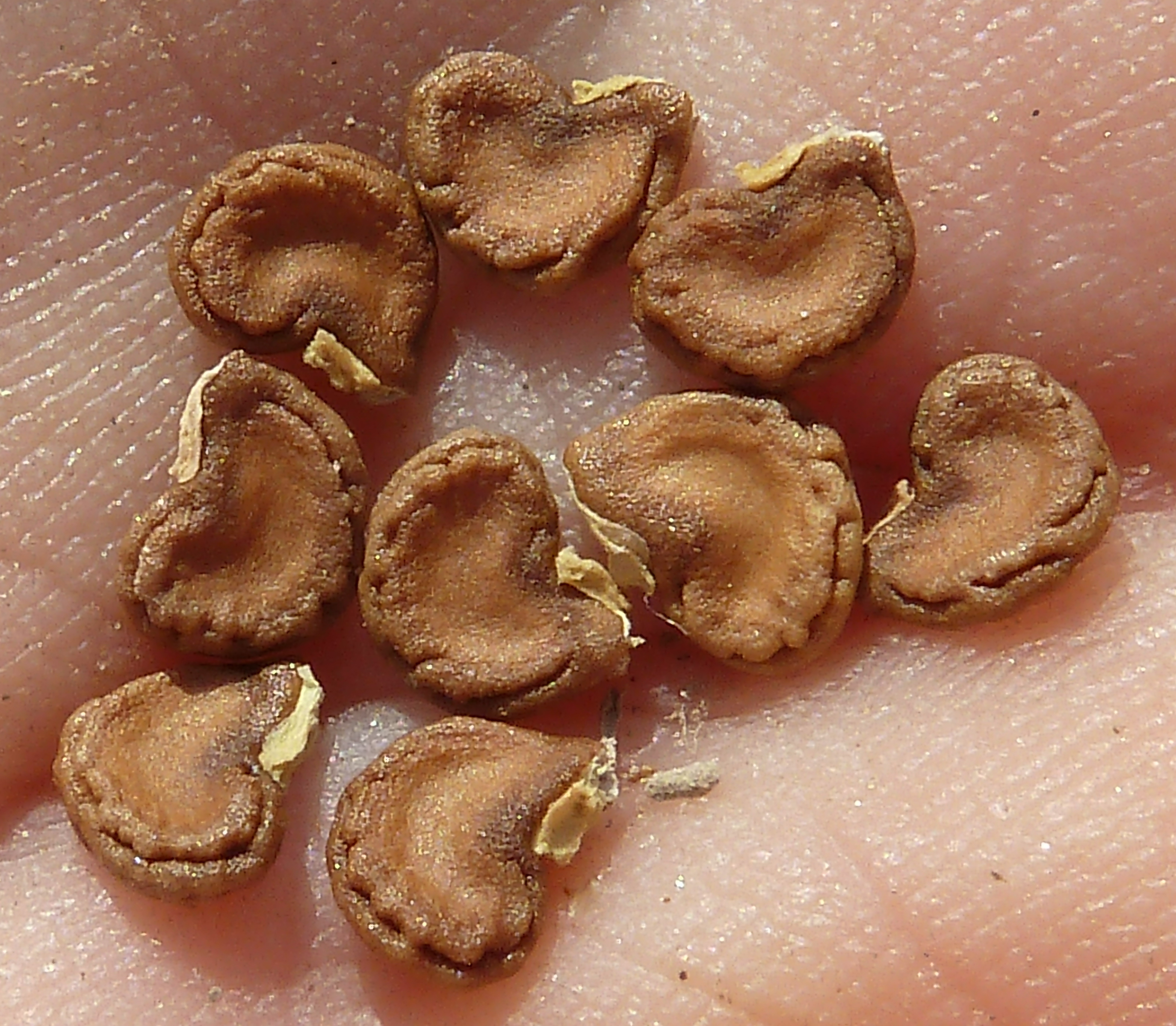
Semillas